# Lucy Evangelista
Lucy Avril Evangelista (Ballymena, 17 gennaio 1986) è una modella britannica, vincitrice del concorso di bellezza Miss Irlanda del nord e concorrente di Miss Mondo.

## Biografia
Modella, non parente di Linda, ha studiato presso la Ballymena Academy e ha vinto il concorso Miss Irlanda del nord 2005, piazzandosi successivamente nella top ten di Miss Mondo. È la prima occasione in cui una concorrente dell'Irlanda del Nord è giunta sino alle finali del concorso.
La Evangelista ha inoltre rappresentato la propria nazione a Miss Universo Regno Unito 2005, dove si è classificata al terzo posto.